# Гудков, Никита Николаевич
Никита Николаевич Гудков (10 мая 1901 — 19 апреля 1972) — советский военный и государственный деятель, генерал-майор. Член КПСС. Участник Гражданской войны, Великой Отечественной войны.

## Биография
Родился в 1901 году в деревне Караишево (село Краишево  в Еланском районе Волгоградской области России?, в 1901 году Краиешевка, Краишевская волость,  Аткарский уезд, Саратовская губерния). 
Участник Гражданской войны в составе особого отряда в Самарской губернии и Таманского десанта.
В межвоенное время — офицер-артиллерист, работник органов артиллерийского снабжения.
Участник Великой Отечественной войны: начальник Центральной артиллерийской базы номер 28 НКО, заместитель начальника Управления снабжения боеприпасами Главного артиллерийского управления Красной Армии
С 1953 года в отставке.
Умер в 1972 году в Москве.

## Награды
- Орден Ленина (30.04.1945)

- Орден Красного Знамени (03.11.1944, 15.11.1950)
- Орден Кутузова II степени (17.11.1945)
- Орден Отечественной войны I степени (18.11.1944)
- Орден Красной Звезды (03.04.1942, 07.03.1943)

- Орден Virtuti Militari 5 степени